# Собор Святого Николая (Чикаго)
Собор Святого Николая, Свято-Николаевский собор (укр. Свято-Миколаївський Собор, англ. St. Nicholas Cathedral) — кафедральный собор Украинской грекокатолической церкви, расположенный в районе «Украинская Деревня» в Чикаго и являющийся главным храмом Чикагской епархии УГКЦ.

## История
В конце 1890-х годов выходцы из Западной Украины начинают прибывать в северную часть Чикаго. Планирование создания храма Св. Николая началось в 1905 году по инициативе небольшой группы украинских рабочих. Приход был создан 28 января 1906 года. Недвижимость на Оукли Бульвар и Райс-стрит была приобретена в 1913 году, а  строительство современной церкви было завершено в 1915 году.
Приходская школа была построена в 1936 году. Поскольку все больше украинских иммигрантов селились в районе после Второй Мировой Войны и численность паствы выросла, школа была расширена в 1954 году. Епархия Святого Николая в Чикаго была создана 14 июля 1961 года и храм Св. Николая становится кафедральным собором.
В период с 1974 по 1977 годы интерьер собора был отреставрирован иконописцем Борисом Макаренко. Единственной иконой, которая в то время не была отреставрирована - икона, изображающая Христа со своими апостолами и Девой Марией, датируемая 1928 годом. Литургия проводится на украинском и английском языках.

## Описание
Церковь была разработана чикагской архитектурной фирмой по образцу Софийского собора в Киеве. Имеется изображение Софийского собора во фреске над главным алтарем. На внешней стороне тринадцать куполов, которые представляют Христа и Двенадцать апостолов. Мозаики иконы Почаевской Божьей Матери находится над главным входом и над ней - икона покровителя собора - Святого Николая. Интерьер украшен иконами по образцу собора Святой Софии в Киеве, которые представлены как в мозаиках, так и во фресках.
Люстра, сделанная в Греции, изготовлена из золота и имеет девять уровней, которые освещены 480 огнями. Иконы 12 апостолов окружают ее с внешней стороны. Считается, что самая большая люстра в своем роде в Соединенных Штатах. Витражи церкви были разработаны Мюнхенской студией Чикаго.